# Євген Дідо Кватерник

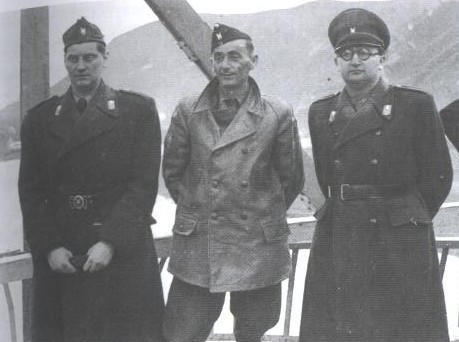
Кватерник з Юре Францетичем і міністром закордонних справ Младеном Лорковичем (зліва направо) на мосту через Дрину, на колишньому кордоні з Сербією (Зворник, квітень/травень 1942 р.)

Євген Дідо Кватерник (хорв. Eugen Dido Kvaternik; нар. 29 березня 1910 — пом. 10 березня 1962) — хорватський полковник, усташ, начальник Служби внутрішньої безпеки Незалежної Держави Хорватія.

## Життєпис
Євген Дідо Кватерник був сином члена руху усташів генерала збройних сил Незалежної Держави Хорватія Славка Кватерника та Ольги Франк, доньки наверненого в католицтво вихідця з єврейської сім'ї Йосипа Франка.
Закінчивши гімназію, почав навчатися на правника, але не довчився. Займаючись політикою, зблизився з Хорватською партією права. Часто виїжджав за кордон, де познайомився з Анте Павеличем та іншими членами емігрантського керівництва організації усташів.
1933 року після невдалого замаху на короля Олександра в Загребі емігрував. Став одним із головних соратників Павелича. Під вигаданими іменами (Євген Раковецький, Егон Крамер) працював над організацією повторного замаху на короля Олександра. Був командиром і ватажком групи вбивць аж до їхнього прибуття в Марсель, після чого від'їхав і через Швейцарію повернувся в Італію. Через це провів два роки у в'язниці, але італійська влада відмовилася видати його Франції.
Звільнивши його з тюрми навесні 1936 року, італійська влада доправила його до інших усташів, інтернованих на Ліпарських островах. На початку 1937 року на островах став комендантом усташівського табору, пробувши на тій посаді до розпуску табору на початку квітня того ж року.
Через три дні після проголошення Незалежної Держави Хорватія (НДХ) повернувся на батьківщину, ставши комісаром, а 18 квітня 1941 р. директором Управління громадського порядку і безпеки НДХ. 4 травня 1941 р. призначений державним секретарем у міністерстві внутрішніх справ НДХ.
Очолював Усташівську наглядову службу (орган управління всіма концтаборами усташів у НДХ) з моменту її заснування 16 серпня 1941 року. Відповідав за впровадження репресивних і геноцидних заходів усташівської влади, утверджував режим терору проти сербів, євреїв, циган та інших «ворогів держави». Служив у батальйоні особистої охорони поглавника. 
У середині вересня 1942 року через розбіжності з Павеличем був звільнений від усіх обов'язків. 1943 року разом із батьком, хорватським міністром збройних сил Славком Кватерником, виїхав на проживання у Словаччину, а потім в Австрію та Італію, звідки 1947 року емігрував в Аргентину. Писав і публікувався в емігрантських колах. З Аргентини керував діяльністю проти Йосипа Броз Тіто. Реорганізував прибічників усташів і продовжував активно друкуватися. Влада комуністичної Югославії прагнула судити Кватерника, але всі її численні запити про його екстрадицію були відхилені. 
10 березня 1962 року Дідо Кватерник загинув у дорожньо-транспортній пригоді в аргентинському Ріо-Кварто.

## Особисте життя
1941 року він познайомився з Марією Цвіткович, з якою одружився 10 січня 1942 р. Від шлюбу пара мала троє дітей: Славка, Давора і Ольгу.
Його дочка Ольга загинула разом із батьком у ДТП..
Син Славко в Аргентині згодом став професором політичних наук. Другий син Давор став кардіологом у Бостоні (США).